# San Marcello Pistoiese
San Marcello Pistoiese település Olaszországban, Toszkána régióban, Pistoia megyében. Lakosainak száma 6370 fő (2017. január 1.). San Marcello Pistoiese Cutigliano, Lizzano in Belvedere, Pistoia, Piteglio és Fanano községekkel határos.

## Népesség
A település lakossága az elmúlt években az alábbi módon változott:

| 2017 | 6 370 |